# Myiopagis subplacens
El fiofío del Pacífico (Myiopagis subplacens), también denominado bobito del Pacífico, elenita del Pacífico (en Ecuador) o fío-fío del Pacífico (en Perú), es una especie de ave paseriforme de la familia Tyrannidae perteneciente al género Myiopagis. Es nativo de una pequeña región al noroeste de América del Sur.

## Distribución y hábitat
Se distribuye en el oeste de Ecuador (hacia el sur desde Esmeraldas, incluyendo la isla Puná) y el noroeste del Perú (Tumbes, oeste de Piura).
Esta especie es considerada localmente común en sus hábitats naturales: el sotobosque y los bordes de selvas y bosques semi-húmedos y caducifolios hasta los 1700 m de altitud.

## Sistemática

### Descripción original
La especie M. subplacens fue descrita por primera vez por el zoólogo británico Philip Lutley Sclater en 1862 bajo el nombre científico Elainea subplacens; su localidad tipo es: «Pallatanga, Chimborazo, Ecuador».

### Etimología
El nombre genérico femenino «Myiopagis» se compone de las palabras del griego «muia, muias» que significa ‘mosca’, y «pagis» que significa ‘atrapar’; y el nombre de la especie «subplacens», es una composición de la palabra del latín «sub» que significa ‘cercano a’ y de la especie Elainia placens = Myiopagis viridicata placens.

### Taxonomía
Los estudios genéticos indican que la presente especie es hermana de Myiopagis gaimardii. Es monotípica.